# Olearia lyallii
Olearia lyallii (Engels: Subantarctic tree daisy) is een plantensoort uit de composietenfamilie (Asteraceae). Het is een struik met brede grijsgroene leerachtige bladeren. Deze bladeren zijn 10 tot 25 centimeter lang en hebben een korte steel. Aan de onderzijde zijn de bladeren witkleurig en pluizig. De donkerkleurige gele bloemen groeien in trossen die tot 26 centimeter lang kunnen worden. 
De soort komt voor op de subantarctische Antipodeneilanden, gelegen in de Grote Oceaan ten zuiden van Nieuw-Zeeland. Hij groeit daar op Stewarteiland, de Snareseilanden en de Aucklandeilanden in kustbossen.